# Evento divergente

«Il y a tant d’occasions où le destin de l’humanité semble n’avoir dépendu de la survenue que d’un événement singulier, lequel aurait pu advenir de cette manière ou d’une autre avec une égale probabilité».
Isaac Asimov

Traducción al español: «Hubo muchas ocasiones en las que el destino de la humanidad pareció no haber dependido más que de la ocurrencia de un evento singular, el cual pudo haberse desarrollado de una manera o de otra casi con la misma probabilidad».

El evento divergente o también punto de divergencia es, en el género literario de la ucronía, el momento en el cual la historia real y la historia ucrónica divergen.
Esta modificación del curso de la historia puede ser originada por:
- La muerte precoz o por el contrario más dilatada de un personaje histórico, lo que podría provocar un retardo en el desarrollo del conocimiento científico, o el cambio de curso de una guerra, o un repentino vaciamiento de una zona por diáspora, o cualquier otro cambio significativo en el desarrollo de los acontecimientos;
- La aparición de un personaje que en realidad nunca existió, y que fruto de alguna circunstancia toma el lugar de un personaje conocido e influyente;
- La ocurrencia de una catástrofe no producida o diferente en nuestra historia;
- Una decisión diferente tomada por un personaje histórico en algún momento más o menos crítico;
- Un engaño o un complot muy bien urdido y que a diferencia de lo en realidad ocurrido no es descubierto a tiempo;
- Etcétera.

Un análisis de obras variadas permiten definir algunos criterios para los «buenos eventos divergentes» en ucronía, así como de realizar una selección de temas recurrentes, de enumerar las diferentes vías posibles para introducir ese nuevo acontecimiento, y finalmente, de interesarse por su relación con la cronología de la narración.

«Toucher à notre passé, c’est toucher à presque tout ce que nous sommes».
Jacques Goimard

Traducción al español: «Tocar nuestro pasado, es tocar casi todo lo que somos».

## Origen del término

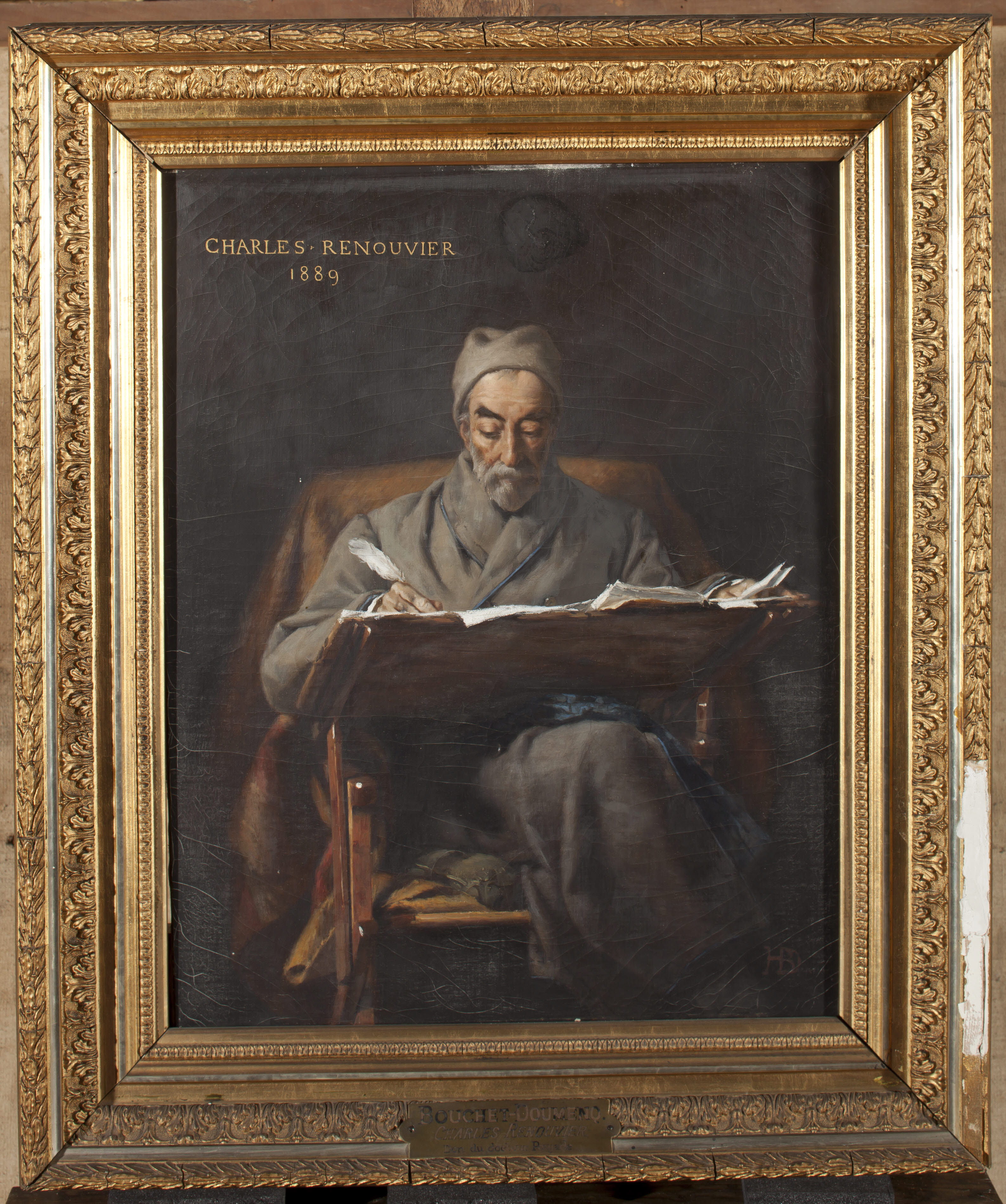
Retrato de Charles Renouvier, obra de Henri Bouchet-Doumenq.

La palabra ucronía es un neologismo definido e introducido por el filósofo Charles Renouvier en una publicación de 1857 y luego de nuevo ilustrado en su obra revisada de 1876 llamada Uchronie, l'utopie dans l'Histoire: esquisse historique apocryphe du développement de la civilisation européenne tel qu’il n’a pas été, tel qu’il aurait pu être (Ucronía, la utopía en la historia: esbozo histórico apócrifo del desarrollo de la civilización europea tal como no fue, tal como hubiera podido ser) lo que en forma breve podría expresarse por Y si...?.
«Ucronía» es pues un neologismo del siglo XIX fundado sobre el modelo del término «utopía» (palabra introducida en 1516 por Thomas Moro para servir de título a su célebre libro). Obsérvese que en ambos términos «u» es un privativo, y en el neologismo del siglo XIX simplemente en sustitución de «topos» (lugar) se puso «chronos» (tiempo). Así que etimológicamente, la palabra «ucronía» designa un «no-tiempo», un tiempo que nunca existió, así como la palabra «utopía» designa un «no-lugar», un lugar que nunca existió, un lugar que no está en los mapas.
Obviamente, la ucronía en la literatura de ficción existía aún antes de que se le diera un nombre, puesto que por ejemplo Louis Geoffroy-Château en 1836 ya había escrito un libro titulado Napoleón y la conquista del mundo obra en la cual el autor imaginaba que Napoleón Bonaparte no había sido derrotado en Rusia y que entonces había cumplido su sueño de instaurar una especie de monarquía universal.
Este concepto de ucronía junto con el de ciencia ficción, pasó naturalmente del dominio de la especulación filosófico-política al dominio de la ficción novelesca. Pero obviamente, la novela ucrónica no es lo mismo que la novela histórica, aunque dentro de ciertos límites y utilizando distintos recursos, ambas cumplen con los objetivos de presentar una visión de época, de generar interés por la historia, y de indirectamente enseñar historia. Por otra parte, pocas son las obras ucrónicas que se proyectan hacia el futuro aunque las hay, así que otro de los posibles objetivos de la ucronía es hacer prospectiva, es pensar sobre el futuro para prevenir y/o para poder influir sobre él, es estimular la reflexión prospectiva sociopolítica y económica en toda la extensión imaginable.

## Criterios del evento divergente

### Un momento esencial
Según las definiciones más comunes, el evento divergente es un componente obligatorio en una ucronía, pues marca la bifurcación respecto de la historia verdadera, y la entrada de la narración en la ucronía. Stéphanie Nicot y Eric Vial se interrogan sobre «si como consecuencia del evento divergente, la trama histórica hasta ese momento reconocida como nuestra, eventualmente podría desembocar en un mundo y en una sociedad diferente de la que conocemos hoy día». Ciertos escritores de narraciones ucrónicas naturalmente plantean esta cuestión en forma directa, al principio o en el curso de la novela o del cuento, mientras que otros apenas si lo plantean en forma subrepticia o no lo mencionan en lo más mínimo, pero es claro que este asunto obviamente debe estar siempre presente, aunque sea en forma implícita, en la interpretación de los hechos que se van dando y en sus consecuencias.
Para Jacques Boireau, «el punto de partida de la ucronía siempre es forzosamente pobre, pues la historia y lo que ha pasado es conocido aún por los alumnos de la enseñanza secundaria». Si bien es cierto que los eventos divergentes que han sido utilizados, en la mayoría de los casos, tienen importantes consecuencias divergentes sobre los sucesos posteriores (pensar por ejemplo en la época napoleónica, o la Segunda Guerra Mundial, o en el Imperio Romano, …), es necesario tomar en cuenta que el alumnado del secundario no siempre tiene un buen conocimiento de la historia, especialmente cuando tiene una nacionalidad alejada de la de los personajes históricos intervinientes en las narraciones. Por ejemplo y en promedio, ¿realmente qué sabe un estudiante francés sobre la guerra de Secesión americana?, por señalar uno de los temas históricos que ha sido punto de partida de numerosas narraciones ucrónicas surgidas en Estados Unidos.

### Una visión evenemencial de la historia
Siempre en esa misma obra tomada en cuenta en la sección anterior (La Machine à ralentir le temps), Jacques Boireau proporciona precisiones sobre su pensamiento: «El autor de una ucronía es compelido, por el público al cual se dirige, de elegir como punto de partida un momento conocido y particularmente importante de la historia. Un momento o un personaje. La historia de la ucronía, en tanto género literario, siempre se ocupa de importantes personalidades y/o de trascendentes sucesos, o sea, siempre es una historia evenemencial».
Sobre este punto, sólo corresponde estar de acuerdo con Jacques Boireau, en la medida que se analicen los eventos retenidos por los ucronistas. Según Éric B. Henriet, una gran mayoría de autores retienen en sus narraciones a una personalidad de primer rango por la influencia que efectivamente tuvo en la historia, como por ejemplo Pedro el Grande o Napoléon o Adolf Hitler, y lo ubican en el centro de los eventos divergentes.

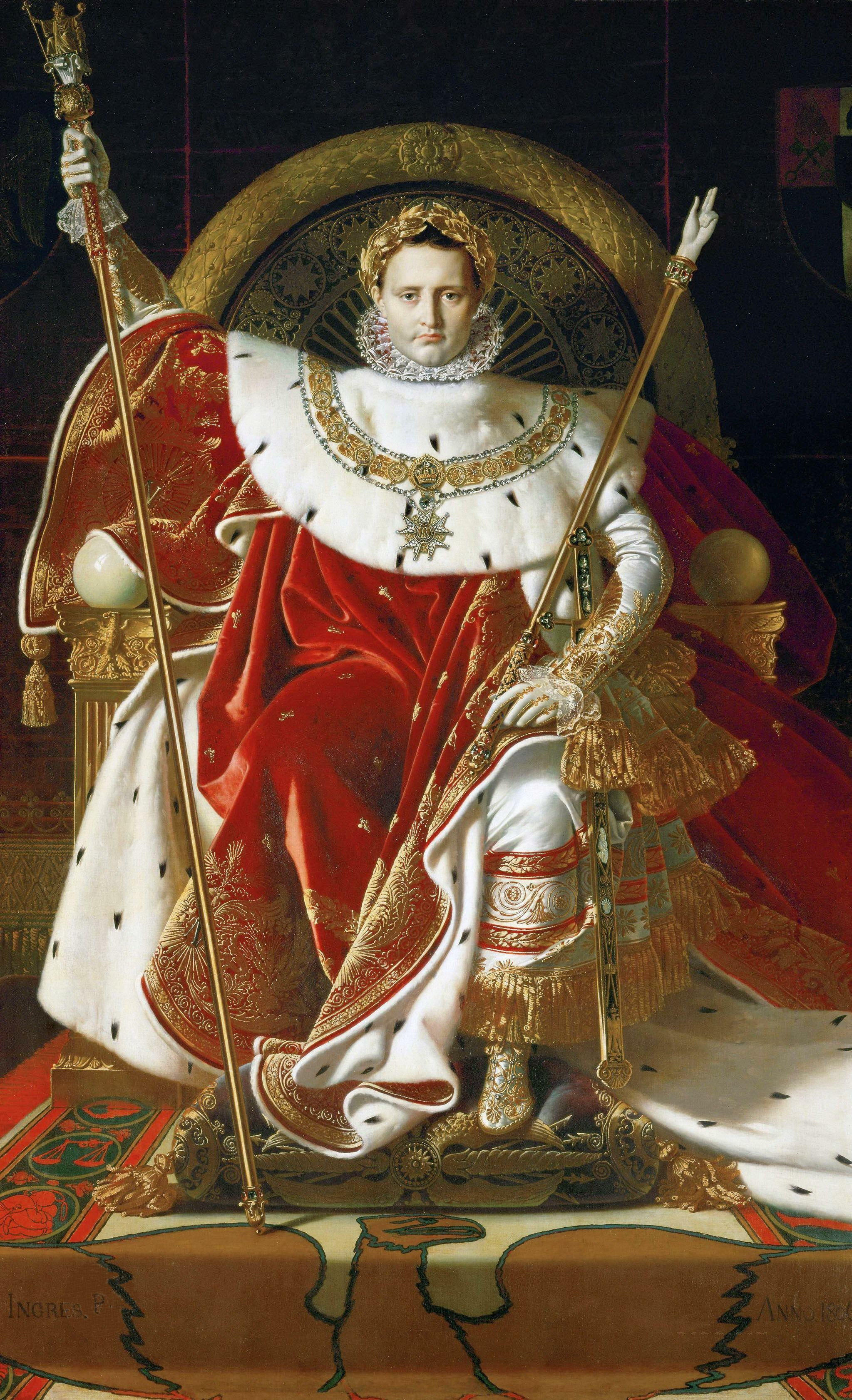
La epopeya napoleónica ha dado a los ucronistas un terreno fértil.

Así, como bien lo destaca Denis Guiot, «basado sobre lo evenemencial o sobre la persona providencial, la ucronía está en las antípodas de la concepción marxista de la historia, la que considera el desarrollo de las fuerzas productivas como la base del devenir histórico». Denis Guiot hace bien de oponer esta visión evenemencial a la del marxismo, ya que la primera evoca los vínculos entre la manera de concebir y escribir una ucronía, y la manera de aprender historia.
Imaginemos por ejemplo una ucronía sobre la Revolución francesa. El autor evenemencial dejará morir a Maximilien de Robespierre, Georges Jacques Danton, Jean-Paul Marat, y Camille Desmoulins, los hará morir jóvenes o, en todo caso, antes de 1789, y ello utilizará para destacar, o que la Revolución francesa no tuvo lugar, o que en ausencia de líder ella fue sofocada poco después de su inicio.
El autor marxista seguramente no estará de acuerdo con ese posible desenlace, opinando que el desarrollo del comercio y de la burguesía eran frenados entonces (siglo XVIII) por las instituciones del momento, y que por tanto la revolución hubiera tenido lugar de todas maneras, tal vez de una manera diferente, tal vez un poco más tarde, pero que el absolutismo de todas maneras y fatalmente hubiera sido depuesto y sustituido por una república o por una monarquía parlamentaria.
Como bien dijo Paul Veyne: «en 1789, les intérêts de classe de la bourgeoisie victorieuse se heurtaient au manque d’un grand homme, mais le poids de ces intérêts étaient si grand qu’ils auraient de toute façon vaincu le frottement; même si Bonaparte n’était pas né, un autre sabre se serait levé pour occuper son rôle».
En esta visión evenemencial, la lista de momentos donde la "Historia de la Humanidad" hubiera podido ser otra muy distinta, por cierto no es enormemente larga. De todas maneras, y como ya lo destacó Eric B. Henriet, «l’événement fondateur doit être crédible» Y por su parte Stéphanie Nicot y Eric Vial añaden: «les événements susceptibles de changer en profondeur la face du monde ne sont finalement pas aussi nombreux qu’on pourrait le croire».
Efectivamente, elegir hacer triunfar a Napoleón en la Batalla de Waterloo, o a Robert Lee en la Batalla de Gettysburg, y afirmar que ello es suficiente como para justificar la victoria final del Primer Imperio o de los Estados Confederados de América, no es realmente algo creíble (para obtener estos desenlaces razonablemente se requerirían otros hechos complementarios alternativos).
Y Louis Geoffroy no se equivocaba. En su Napoléon et la conquête du monde, 1812-1832, este autor no cae en la clásica trampa de transformar Waterloo en una victoria francesa, pues prefiere hacer divergir la historia justo antes de la Batalla del Berézina, lo que es más «creíble»; en efecto, con una campaña de Rusia victoriosa, Napoleón se encontraba frente a Inglaterra como el único enemigo.
Alexandra de Vladimir Volkoff y Jacqueline Dauxois eligen claramente la opción del hombre providencial. En efecto, el evento divergente que eligen es el asesinato de Lenin mientras que este personaje aún está en Suiza. La revolución bolchevique no puede tener lugar sin quien la simboliza, y el zar Nicolás II logra llevar Europa a la paz sin pasar por el Tratado de Versailles. Los autores entonces usan un subterfugio, la novela avanza en el tiempo varias décadas, para encontrar una Rusia ultra-liberal, ultra-capitalista, corrupta, y decadente. A partir de allí la novela se contenta con presentar la historia de Alexandra, joven zarina que lucha por hacer resurgir a la Santa Rusia.
Otro ejemplo de ucronía evenemencial es la nouvelle Lucky Strike de Kim Stanley Robinson. Opuesto resueltamente al reaganismo de los comienzos de los años 1980 y a los sobresaltos de la guerra fría, así como a las aventuras en América Central y al militarismo, Kim Stanley Robinson imagina un mundo donde el coronel Paul Tibbets y sus subalternos se matan durante una misión de entrenamiento, algunos días antes del bombardeo de Hiroshima. Entonces, el equipo de reemplazo con Frank January como comandante, a último momento se niega a apretar el botón sobre Hiroshima, y finalmente lanza la bomba A sobre una zona desértica. El Japón, frente a esta demostración de fuerza, de todas maneras decide capitular, pero el piloto es fusilado por traición. El capellán que asiste al condenado, impresionado y convencido, organiza un movimniento pacifista internacional que finalmente permite un desame total tanto en el Este como en el Oeste.
En una de sus obras, A Sound of Thunder (en inglés) o Un Coup de tonnerre (en francés), Ray Bradbury lleva al extremo el "principio de la ucronía evenemencial". En efecto, esta novela corta en realidad no responde a los más estrictos criterios de los puristas, así que tal vez no debería ser considerada una verdadera ucronía, ya que allí se presenta un viaje hacia el pasado en lugar de un evento estrictamente divergente; pero de todas maneras conviene mencionar esta obra en este punto, en virtud de su calidad ilustrativa de una visión evenemencial de la historia.
La obra recién citada trata de cazadores del siglo XXI que viajan a los tiempos prehistóricos para allí acosar y confinar al dinosaurio. Por cierto, múltiples precauciones fueron tomadas, ya que como se explica en la guía introductoria que hace suya la teoría del caos: «Supposons que nous tuons accidentellement une souris ici. Cela signifie que nous détruisons en même temps tous les descendants futurs de cette souris. Et tous les descendants des descendants des descendants de cette souris aussi. Qu’arrivera-t-il alors des renards qui ont besoin de ces souris pour vivre? Privé de la nourriture que représentent dix renards, un lion meurt de faim. Un lion de moins et toutes sortes d’insectes, des aigles, des millions d’êtres minuscules, sont voués à la destruction. Et voici ce qui pourrait arriver cinquante-cinq millions d’années plus tard. Un homme des cavernes va chasser, pour se nourrir, un sanglier ou un tigre. Mais vous, vous avez détruit tous les tigres de la région. Et l’homme des cavernes meurt de faim. Et cet homme n’est pas un homme parmi tant d’autres. Non, il représente toute une nation à venir. C’est comme si vous égorgiez un des petits fils d’Adam. Le poids de votre pied sur une souris peut déchaîner un tremblement de terre dont les suites peuvent ébranler, jusqu’à leurs bases, notre planète et nos destinées».
A pesar de las advertencias y a pesar de las precauciones, un cazador imprudente podría matar una mariposa durante su viaje en el tiempo. Y a su retorno en el año 2055, encuentra cambiados los resultados de las elecciones presidenciales que se habían desarrollado unos pocos días antes de su partida al pasado.

### ¿Un evento consensual?
Stéphanie Nicot y Eric Vial establecieron y popularizaron otro criterio de selección para eventos divergentes:

«A moins de vouloir faire œuvre de combat, l’auteur doit choisir des événements sur lesquels il s’est formé un large consensus (par exemple la Seconde Guerre mondiale) ou pour lesquels les passions se sont quelque peu éteintes (l’assassinat d’Henri IV ou celui de Jules César). À partir de là, aucun développement ne choquera le lecteur. Essayez en revanche d’écrire une uchronie sur la guerre d’Algérie, sur Vichy ou sur la Révolution française, et vous aurez manifestement un pamphlet, un livre à thèse, ou du moins, une œuvre militante.»

Esta cita exige expresar algunos señalamientos. Primeramente, debemos tener en cuenta que un relato ucrónico, según Nicot y Vial, no debe ser una obra militante, y que tampoco debe escandalizar o poner incómodo al lector más allá de límites razonables. Por ejemplo, una ucronía sobre el Régimen de Vichy por cierto es una temática a evitar pues este asunto es desde la partida exageradamente controvertido y tocando aspectos demasiados sensibles (por ejemplo, choca de frente con el patriotismo francés y con el colaboracionismo con el ocupante, acepta de hecho el tratamiento nazi del llamado problema judío, etc), así que de querer escribir una ucronía sobre esa época, es preferible adoptar como tema la Segunda Guerra Mundial, asunto sobre el cual al menos se tienen aspectos más consensuados y más sencillos de tratar sin necesariamente herir susceptibilidades. Yendo aún un poco más lejos en la interpretación de lo dicho por Nicot y Vial, se comprende lo que quisieron decir estos dos autores: «Para el lector de hoy día, seguramente sería menos chocante asignar intenciones fascistoides y antipáticas a Julio César que a Jean Moulin».
Y ya para concluir esta sección, señalemos otro de los dichos de Eric B. Henriet:

«Pour faire une bonne uchronie, l’événement fondateur doit être : primo, facilement reconnaissable du lecteur moyen, secundo, crédible, tertio, consensuel. Mais ce n’est pas tout. Encore faut-il qu’il permette à l’auteur des développements intéressants.»
Traducción al español: «Para hacer un buen relato ucrónico, el evento fundador debe ser : primero que nada, fácilmente reconocido por el lector medio, en segundo lugar creíble, y por último consensual. Pero ello no es todo, pues además es necesario que la trama que se vaya estableciendo, permita al autor hacer desarrollos interesantes (críticas sociales, reflexiones sobre la historia y sobre el porvenir, etc).»

### Un evento interesante
Volvamos un instante sobre este imperativo de interés. Bien que esto sea evidente a posteriori, conviene señalar explícitamente que el evento fundador con frecuencia genera un entorno intelectualmente atrayente para el lector. Así, con el desvío elegido, una infinidad de mundos alternativos potencialmente podrían ser creados y retenidos, y para los cuales el evento divergente o punto divergente sería solamente el codo de entrada, y esto por cierto despierta el interés del lector y su deseo de seguir leyendo o de seguir escuchando o apreciando el relato.
Es claro que, desde el punto de vista estrictamente ucrónico, el mundo retenido y presentado necesariamente tiene poco interés en sí mismo, ya que no coincide con la realidad histórica. Lo interesante del relato ucrónico, es que en la concepción de ficción sustancialmente se trate esa "nueva historia" que así se genera y retiene, así como sus consecuencias políticas, sociales, económicas, culturales, y/o ideológicas. El planteamiento de hipótesis ayuda a reflexionar, ayuda a ser más objetivo, ayuda a la búsqueda de soluciones más creativas, ayuda a elevar la mira y a desarrollar creativos enfoque holísticos..
Anteriormente ya se han visto clasificaciones y criterios de selección de eventos divergentes; a continuación veamos las posibles formas que tiene el autor para introducir un evento divergente en un relato.

## Introducción del evento divergente

### Ausencia de mención del evento divergente
En primer lugar retomemos un texto el que, a pesar de lo que afirman Stéphanie Nicot y Eric Vial (consultar más adelante), hace la economía del evento divergente. Supongamos que se trata de un cuento, muy corto, que trata sobre:L’Anniversaire du Reich de mille ans de Jean-Pierre Andrevon. El título es explícito en cuanto al contenido ucrónico esperado en el relato. Ya que la acción del cuento se desarrolla a partir del aniversario número mil del Tercer Reich y que el mismo es señalado como mundial, implícitamente debe comprenderse que los nazis han ganado la Segunda Guerra Mundial en el siglo XX, e impuesto su régimen en el mundo entero. Pero la explícita referencia que afirma que nada se sabe, no nos permite imaginarnos, al menos al principio, qué es lo que ha podido provocar este cambio respecto de la historia que conocemos.

### Introducción del evento divergente en el prólogo o en el prefacio
Ciertos autores de historias ucrónicas, han elegido estructurar sus relatos de una manera diferente de la usual, y ya desde el principio. Keith Roberts en Pavane lo hace por ejemplo en el prólogo de la obra:

Par une chaude soirée de juillet en l’an 1588, dans le palais royal de Greenwich, aux portes de Londres, une femme se mourrait ; dans sa poitrine, dans son abdomen, les balles d’un assassin… Élisabeth I, la Grande Élisabeth, reine d’Angleterre, n’était plus.
[…] La nouvelle parvint à Paris, à Rome, jusqu’à l’étrange forteresse de l’Escorial, où Philippe II songeait toujours à sa campagne d’Angleterre. La nouvelle que le pays était déchiré par une guerre intestine, atteignit les vaisseaux de l’Invincible Armada, alors qu’ils doublaient le cap Lizard pour rejoindre l’armée d’invasion de Parme sur la cote flamande. Pendant un jour entier, le sort de la moitié du monde resta en balance. Puis, il prit sa décision. Un à un, les galions et les caraques, les galères et les lourdes urcas firent voile vers le nord, vers Hastings et l’ancien champ de bataille de Santlache, où une fois déjà, des siècles auparavant, l’histoire avait été écrite. Dans les remous qui suivirent, Philippe fut installé sur le trône d’Angleterre ; en France, les partisans de Guise, encouragés par les victoires remportées outre-Manche, finirent par déposer la Maison des Valois, déjà affaiblie. La guerre des Trois-Henri se termina par le triomphe de la Sainte Ligue ; l’Église retrouva son pouvoir d’antan.
Une fois l’autorité de la Sainte Église catholique assurée, la nouvelle nation britannique déploya ses forces au service des papes, écrasant les protestants des Pays-Bas, détruisant la puissance des villes libres d’Allemagne au cours des interminables guerres luthériennes. Les colons du continent nord-américain restèrent sous la tutelle espagnole ; Cook planta en Australie le drapeau bleu cobalt de Pierre.
Pour certains, ces années furent les années de la plénitude, de la volonté de Dieu réalisée sur Terre. Pour d’autres, elles furent un nouvel age des ténèbres, hanté par des choses mortes et par d’autres dont il valait mieux oublier l’existence, ours et chats sauvages, loups-cerviers et fées.
Au-dessus de tout cela, s’étendait le long bras des papes punissant et récompensant ; l’Église militante exerçait sa suprématie. Mais, vers le milieu du XXe siècle, des murmures mécontents se faisaient entendre, de plus en plus fréquemment. Une fois de plus, la rébellion était dans l’air.»

Pasemos ahora a otra obra de Robert Silverberg, editada en la misma recopilación que Tales from the Venia Woods (o Légendes de la forêt Véniane) título al cual ya nos hemos referido anteriormente, en este mismo artículo. Por ejemplo en Tombouctou à l’heure du Lion, el autor retiene la misma técnica que la usada por Keith Roberts, e incluso va más lejos, puesto que en el prefacio explica y detalla tanto el principio central de la ucronía así como introduce el particular evento fundador de la obra:

L’élaboration d’un récit sur le thème des mondes parallèles pose à l’auteur un problème épineux : comment faire connaître au lecteur le moment précis à partir duquel l’histoire dudit monde parallèle va diverger par rapport à celle de notre réalité? Pour lui fournir l’explication nécessaire, on peut faire intervenir des devins, des visions, des rêves, ou encore les brillantes spéculations d’un personnage omniscient. Il arrive aussi que l’auteur triche, tout simplement, en assenant l’information dans son entrée en matière («Alors que dans notre monde, où la Révolution française a réellement eu lieu…») Parfois encore, le contexte montre de façon évidente qu’on se situe dans un monde parallèle («Par une belle journée de 1978, l’ex-président John F. Kennedy ouvrit le journal du matin et…»). Dernier cas de figure : on rédige un avant-propos pour bien mettre les choses au point. Solution que j’adopte.
En un sens, " Tombouctou à l’heure du Lion " renvoie à un de mes romans, intitulé " La Porte des mondes ". Dans ce récit, qui remonte déjà à quelques années, j’employais le stratagème du devin pour établir clairement le point de divergence entre les deux réalités. Mais cette fois-ci, il ne m’a pas paru fair-play d’utiliser la même ficelle. Le roman (qui se déroulait dans un 1963 parallèle et un Nouveau Monde régi par les Aztèques et les Incas) postulait que la Peste Noire de 1348, beaucoup plus dévastatrice que dans notre réalité, avait emporté les trois quarts – et non le quart – de la population d’Europe occidentale. Ce qui laisse cette dernière brisée et sans défense contre les impérialistes turcs, lesquels conquièrent tout sur leur passage, jusqu’à l’Angleterre. La Renaissance ne peut donc avoir lieu, pas plus que l’exploration du Nouveau Monde ou l’expansion coloniale européenne. Les royaumes d’Afrique noire comme les empires centre-américains du Nouveau Monde demeurent indépendants. Les techniques ne progressent que lentement. Les Turcs imposent leur langue et la religion islamique dans la majeure partie de l’Europe.
Et maintenant, cet autre monde a atteint son XXe siècle. L’empire ottoman sur le déclin commence à se morceler. Déjà l’Angleterre a reconquis son indépendance. D’autres nations se désengagent peu à peu. Pendant ce temps-là, dans le très grand et très ancien royaume africain du Songhaï… »

Las cosas tienen el mérito de ser claras. En ambos casos el evento divergente es rápidamente evocado, (la peste negra más devastadora aún de lo que fue), así como sus consecuencias también siempre rápidas. El contexto de la ucronía fue bien establecido, y el autor Robert Silverberg puede entonces comenzar su relato. Pero esta circunstancia de dejar desde el principio bien claras las cosas, no priva al escritor de recordar varias veces durante el relato, cuales eran las condiciones geopolíticas de ese mundo paralelo.
Además de hacer descubrir la realidad de su historia ucrónica no evenemencial, Robert Silverberg, en la sección Avant-propos, ya había señalado diferentes procedimientos de introducción de un evento divergente en un relato. Recordemos por ejemplo el «ardid» del adivino utilizado en la obra La Porte des mondes, que retoma el mismo mundo ucrónico que en Tombouctou à l’heure du Lion.

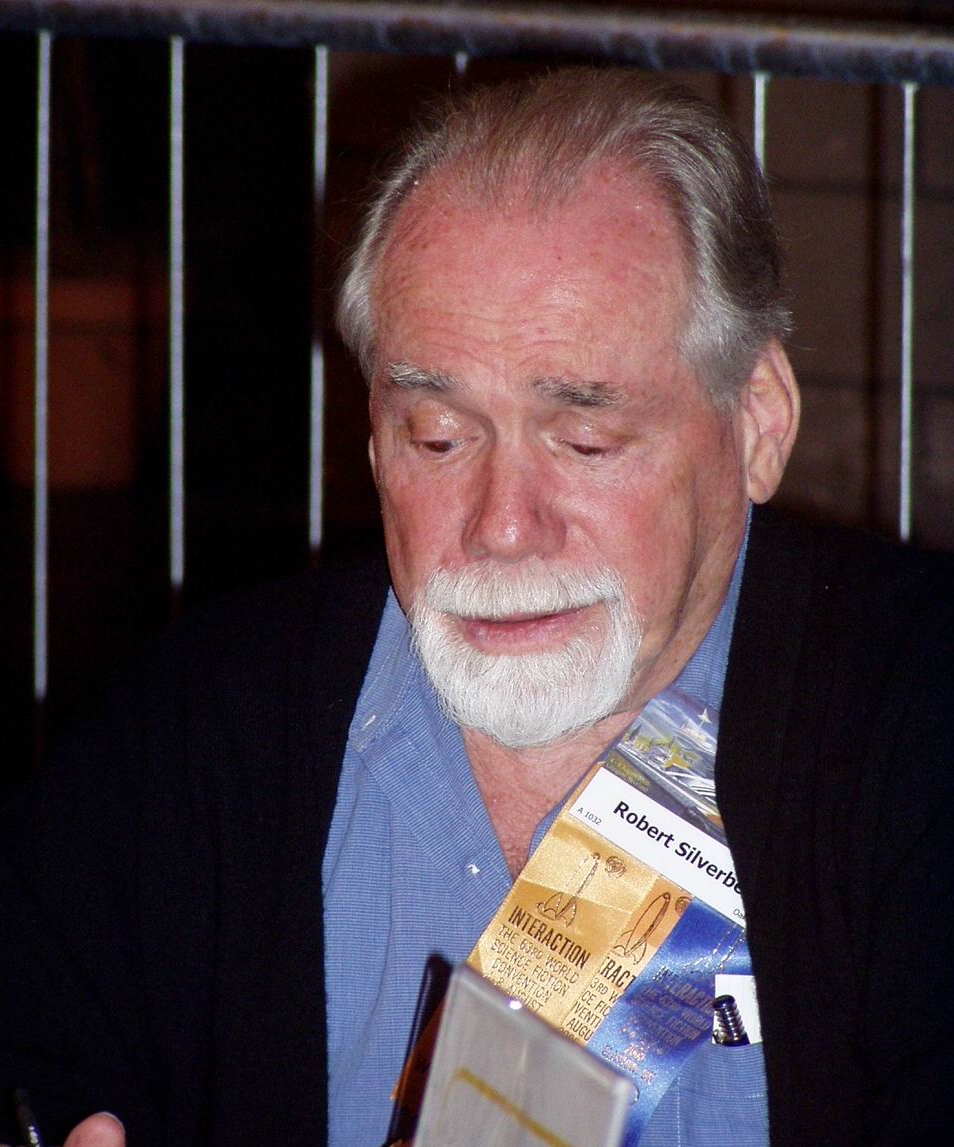
Robert Silverberg, autor estadounidense, ha desarrollado varias interesantes ucronías.

### El evento divergente introducido por un personaje omnisciente
En la novela que aquí se analiza, el héroe, un inglés de nombre Dan Beauchamp, deja Londres que todo el mundo llama Nueva Estambul, para ir a tentar suerte en el reino azteca. Una vez en México, el personaje encuentra un consejero del rey llamado Quéquex, quien le explica a Dan Beauchamp y al lector el principio de la Puerta de los mundos, expresión que precisamente da nombre a la novela.

– Chaque fois qu’un homme prend une décision il crée des mondes nouveaux au-delà de la Porte, l’un dans lequel il fait une chose, l’autre dans lequel il en fait une autre. Le paysan laboure son champ et s’arrête pour écraser d’une tape une mouche qui l’importune. Dans un monde, il l’écrase, dans un autre il ne prend pas la peine de s’arrêter pour si peu au milieu de son sillon. Cela ne fait guère de différence. Mais suppose que le paysan, en s’arrêtant pour écraser la mouche, échappe ainsi aux griffes d’un jaguar tapi à la lisière du champ. Dans un monde, le paysan chasse la mouche. Dans un autre, il continue son chemin et il est mangé. Sauf pour la famille du paysan, la différence cette fois encore est négligeable. Qu’il vive ou meure, le monde n’en sera pas bouleversé. À moins, toutefois, que le destin d’un de ses descendants soit d’aller à Tenochtitlan pour assassiner le roi. Si le paysan meurt, ce lointain descendant ne verra pas le jour : le roi continue de régner ; tout est différent de ce qui serait si le paysan s’était arrêté pour écraser la mouche, donc était resté en vie et avait engendré les ancêtres de l’assassin.
– Vous voulez dire qu’il y a un monde dans lequel la voiture a explosé et nous avec, et un monde dans lequel elle n’a pas du tout explosé, et un monde dans lequel elle n’a pas même pu démarrer?
– Exactement, dit Quéquex, radieux. Un monde où tu n’existes pas parce que ton grand-père est mort au berceau. Un monde où je ne suis jamais né. Un monde dans lequel je suis roi du Mexique. Un monde dans lequel le Mexique a été conquis par l’Europe il y a cinq cents ans. Un monde sans hommes, habité seulement par des serpents verts aux multiples pattes. Un monde…
– Mais certains de ces mondes possibles sont absolument ridicules.
– Ridicules, peut-être. Néanmoins, possibles. Si un homme peut les imaginer, alors ils existent dans ce royaume derrière la Porte. Là existent tous les mondes possibles. Une infinité de mondes, créés à tout instant. Certains sont presque semblables. Il y a un milliard de mondes dans lesquels, au cours de ces dix dernières minutes, j’ai fait des gestes différents avec mon petit doigt mais où tout le reste est pareil. Un milliard…
– Comment certains de ces mondes qui sont à peine imaginables pourraient-ils exister vraiment? Par exemple celui dans lequel l’Europe a conquis le Mexique? L’Europe est bien incapable de conquête. Tout ce que nous avons pu faire, et ça nous a pris des siècles, c’est nous débarrasser des Turcs. Alors comment pourrions-nous conquérir le Mexique? Surtout le Mexique !
– Que signifie pour toi l’année 1348?
– La peste noire, bien sûr.
– Bravo. La peste noire ! Le fléau qui a dévasté l’Europe, dévastant des villes entières. La peste et ses millions de victimes, les trois quarts de la population, aussi bien en Grande-Bretagne qu’en Pologne. L’Europe transformée en un immense cimetière…
– J’ai compris ! Si la peste noire avait frappé les Hespérides (les Hespérides sont, dans le monde de Robert Silverberg, les Amériques. au lieu de ravager l’Europe…
– Doucement. Il n’est même pas nécessaire de changer les événements d’une façon si radicale. Disons que la peste a frappé l’Europe avec moins de sauvagerie. Les morts : non plus trois quarts mais un quart de la population. L’Europe en sort amoindrie mais elle garde quelque force. »

Y Quéquex explica a Dan Beauchamp la historia tal como la conocemos hoy día, y Dan mucho se asombra. «J’essayais de saisir dans son ensemble cette vision déformée de l’Histoire: l’Europe assez puissante pour battre les Turcs et lancer des bateaux sur les mers. Je savais ce que l’Europe avait été en réalité au début du siècle XVI, un pays morne et désolé, converti de force à l’Islam, gémissant sous l’oppression des Turcs. En 1500, Londres comptait environ six mille habitants, comment un pays aussi misérable aurait-il pu équiper des navires qui traversent les mers?»
Aquí lo que es particularmente interesante, es que Robert Silverberg evoca a la vez la posibilidad de una ucronía evenemencial (el campesino y el jaguar) y una ucronía marxista (la peste negra).

### Omnipresencia de un evento divergente
La mayoría de las ucronías presentan sus eventos divergentes en forma subrepticia o encubierta. Así, las informaciones pertinentes son anunciadas de una manera circunstancial o indirecta, exactamente como se hace en cualquier novela realista, donde se postula que el lector conoce bastante bien el mundo donde se desarrolla el relato, sea el tiempo del mismo la época contemporánea o una época histórica ya pasada. Obviamente y frente a estas circunstancias, sería pesado tener que entrar en detalles a cada paso, para dar informaciones que en la mayoría de los casos el lector ya conoce, y basta entonces con proporcionar apenas las indicaciones necesarias para que quien disfruta de la obra pueda hacerse las debidas composiciones de lugar, de entorno, de genealogía, y de cronología.
A la inversa, el contenido de ciertos textos incluye situaciones divergentes o extrañas a más del 90 %, y por tanto ahí sí se entra en largos detalles y justificaciones, para poder entender las condiciones y las circunstancias que pudieron impulsar la historia por derroteros diferentes.
Poncio Pilatos de Roger Caillois corresponde sea citado como uno de los casos que se incluye en el grupo que viene de señalarse, pues de las ciento cincuenta páginas del libro, tal vez ciento cuarenta y siete están consagradas a los eventos diferenciales, a las consideraciones expresadas por el procurador romano, a los consejos de amigos, a las presiones que sufre el procurador, y a todos los entretelones que finalmente conducirán a la liberación de Jesús de Nazareth, y exclusivamente las últimas tres páginas evocan las consecuencias político-sociales que se derivan de todo esto.
La obra de Kim Stanley Robinson titulada Lucky Strike está también constituida casi integralmente por la descripción de la situación divergente. La muerte del coronel Paul Tibbets por cierto allí es rápidamente señalada, pero sobre todo son los estados de ánimo y las reflexiones de su sucesor, lo que es analizado pormenorizadamente. Así, Kim Stanley Robinson expresa preocupaciones enteramente similares a las demostradas por el otro escritor citado, Roger Caillois. El objetivo compartido por estos dos autores era el de provocar un cambio en el destino de la humanidad, como consecuencia de los actos de una única persona; aunque ambos adoptaron vías diferentes: Roger Caillois conservó al mismo personaje de la historia, Poncio Pilatos, pero haciéndolo evolucionar de una manera diferente, de forma de llegar a un resultado distante del conocido; y por el contrario Kim Stanley Robinson hace morir al hombre en cuestión, para remplazarlo por otro, que tenía marcados cambios respecto de su predecesor en cuanto a sensibilidad, carácter, humanismo, que es lo que finalmente provoca una modificación en el derrotero de la historia.
Dejemos aquí estas reflexiones sobre la forma como los ucronistas introducen sus eventos divergentes en los relatos. Naturalmente, la impresión que queda, es que los procedimientos y las formas que se utilizan son variados, así como los aspectos de presentación. Pero finalmente, en cuanto al contenido y a los resultados, las situaciones emergentes de todos estos casos no se derivan en una tipología muy diferenciada.

## Temáticas del evento divergente

### Los temas recurrentes

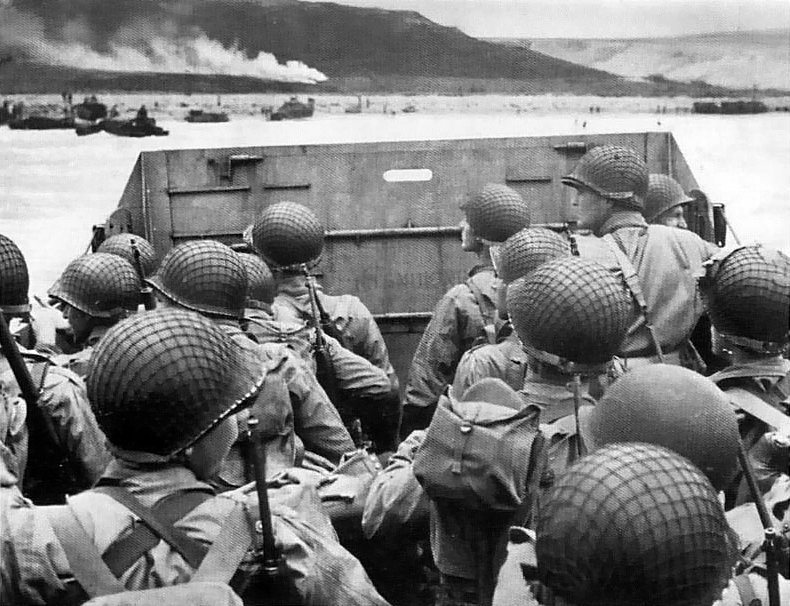
La Segunda Guerra Mundial es el evento divergente de numerosas ucronías, y con frecuencia, es la derrota de los Aliados en la Batalla de Normandía, lo que conduce a un mundo divergente en donde los nazis ganan la guerra; por cierto, también se han utilizado otros detonadores de la divergencia, como por ejemplo el desenlace imaginado por Vincent Brugeas en el álbum de historietas Block 109.

Éric B. Henriet elaboró una recopilación de temáticas de moda en ucronía; seguidamente la lista:
- Caída de un meteorito en Yucatán, y extinción de los dinosaurios.
- Grandes migraciones por el Estrecho de Behring.
- Imperio romano.
- Cristianismo primitivo.
- Epidemias de peste negra que arrasaron Europa en el Medioevo.
- Descubrimiento del Nuevo Mundo.
- Armada Invencible.
- Revolución francesa.
- Imperio napoleónico.
- Guerra de Secesión.
- Primera y Segunda Guerra Mundial.
- Revolución rusa.

Entre los nombrados un evento domina ampliamente a los otros: la Segunda Guerra Mundial, que, según Henriet, constituye el tema preferido, con aproximadamente un cuarto de los relatos ucrónicos publicados hasta la fecha. En una perspectiva pesimista, la victoria de los nazis es una hipótesis muy utilizada en este tipo de literatura. El sitio wiki TV Tropes se refiere a una «Ley de Godwin de viaje en el tiempo», que afirma que la victoria de los nazis es el resultado más probable de casi cualquier modificación sustantiva del pasado.
Jacques Van Herp explica la emergencia de algunas temáticas recurrentes en los siguientes términos:
«Il faut au lecteur un minimum de connaissances pour entrer dans le jeu. L’Histoire peut pirouetter à chaque instant, encore que certains événements semblent d’un plus grand poids. Mais le lecteur a-t-il la perception de leur importance? Les connaît-il seulement? Combien, en 1980, savent lier l’arrêt de la progression mongole en Europe avec la mort de l’Empereur à Pékin? Combien, d’ailleurs, savaient que ces cavaliers des steppes avaient, en 1241, conquis la Russie, écrasé les armées de Pologne et de Hongrie, le tout en trois ans? Que la Russie allait rester vassale pendant deux siècles? […] Et c’est sans doute pourquoi, en général, tout comme le roman de capes et d’épées a ses époques de prédilection, le roman uchronique se cantonne dans quelques périodes, toujours les mêmes. »

### Los temas subrepresentados
En este aspecto notemos la ausencia casi total de ucronías sobre la guerra de Viêt Nam (con la excepción de Watchmen) así como sobre la guerra de Indochina. No obstante, la llamada « Batalla de Điện Biên Phủ debería inspirar tanto como la Batalla de Gettysburg», entre otros destaca Henriet. Y tal vez aquí encontramos la influencia del criterio consensual de Nicot y Vial.
La guerra ruso-japonesa de 1905 está totalmente ausente en las ucronías, a pesar de que los desarrollos posibles sobre este tema son variados e impresionantes: conquista de Japón y de su imperio colonial, establecimiento de un protectorado ruso en China del norte, desarrollo industrial en esta zona...).
Tampoco los temas medievales han sido tratados en las ucronías, a pesar de que estos eventuales desarrollos podrían ser apasionantes. Por ejemplo, imaginemos las consecuencias de la muerte prematura de Saladino (1138-1193), o la continuación de la alianza de los príncipes cristianos de la península ibérica luego de la batalla de Las Navas de Tolosa (1212), o imaginemos una derrota francesa en Bouvines (1214).
Mismo en un tema favorito y predominante en las ucronías, como la Segunda Guerra Mundial, ciertos eventos no han sido para nada explorados, tal como por ejemplo un posible ataque masivo franco-británico desde octubre de 1939 en adelante, comenzando en Sarre.

## La relación con el tiempo del relato

### ¿El tiempo del relato debe ser próximo del evento divergente?
Además del propio evento divergente, otro elemento importante de una historia alternativa es el momento en el que se ubica el relato principal. Y a este respecto Eric B. Henriet se plantea la siguiente interrogante: «Ces deux dates doivent-elles être nécessairement rapprochées dans le temps? Autrement dit, pour décrire de manière crédible un monde alterné à partir d’un point de divergence donné, jusqu’où dans le futur de ce point est-il raisonnable d’imaginer le développement alterné de l’histoire?» (traducción al español:).
En efecto, puede que el resultado de una guerra o la amplitud de una catástrofe sean eventos muy trascendentes, que hayan influido en forma muy importante en el desarrollo de la humanidad y en sus circunstancias durante bastante tiempo, pero sin duda los efectos de un cambio puntual se van diluyendo a medida que los siglos pasan; por ejemplo: ¿cual sería el tipo de capitalismo o de economía que tendríamos hoy día, si el resultado de la guerra de Troya (siglos XIII a. C. o XII a. C.) hubiera sido diferente de lo realmente ocurrido?
A esta interesante pregunta intentaron responder Raymond Iss y Stéphanie Nicot, en oportunidad de la conferencia «SF et Histoire», en las Galaxiales de Nancy, Francia, el 2 de mayo de 1996. Estos dos destacados autores en líneas generales pretenden y argumentan que razonablemente estas dos fechas no deberían estar separadas por más de veinte o treinta años. «El aficionado a las ucronías, dicen, esperan del autor un mínimo de consistencia en el relato, pues no puede permitirse introducir hechos o circunstancias completamente descabellados e improbables. No es posible por ejemplo, o no se debería, afirmar que la civilización romana en su momento no se derrumbó, y que mucho tiempo después un tal general Napoleonus conquistó, para la mayor gloria de Roma, las tierras eslavas.»

### Contraejemplos
¿Por qué limitarse a algunos decenios, como lo proponen los citados dos autores, Iss y Nicot? Charles Renouvier desarrolló una ucronía desde todo punto creíble, aun cuando su acción se prolonga durante siglos. Ciertamente, en esa obra con toda notoriedad se ha tenido una preocupación muy grande por presentar todo de una forma muy realista, ya que los hechos y las características marcantes han sido muy bien enfocados; no se dice «nada extemporáneo o de posibilidad muy remota» como en algunos de los ejemplos manejados por Iss y Nicot, pero esa credibilidad es debida ante todo, al virtuosismo del enfoque ucronista.
En efecto, Charles Renouvier se interesa en dominios tan variados como la evolución de la mentalidad de las personas, así como la marcha de la economía, la religión, y la política. Pero muchas de las disgregaciones ucrónicas que el citado autor pensó y presentó, no participan de lleno en lo que podríamos llamar la intriga principal de la obra. Además, allí el escritor no recurre a ningún atajo o a ningún evento excepcional desequilibrante, como por ejemplo sí se hace en Napoléonus. Todos estos elementos contribuyen a hacer de la utopía secular de Charles Renouvier una de las más realistas que en cualquier tiempo se hayan escrito, y de hecho rebaja la opinión de Iss y de Nicot.
Además una obra como la de Ray Bradbury, El sonido del trueno , que no busca disimular que es una farsa, sino que tiene por objetivos reflexionar y especular, obviamente usa desvíos y atajos y otras facilidades más o menos descolocadas, pero justamente esos recursos son los que hacen sonreír a los lectores, pues ponen un toque de humor. Una ucronía no necesariamente debe ser siempre seria y cuidadosa de todos los detalles, y no necesariamente debe siempre orientarse a enseñar los mecanismos de la historia o a estimular disgregaciones prospectivas, pues también hay espacio para obras ucrónicas que hagan sonreír y que entretengan.
Asimismo, obsérvese que seis siglos separan el evento divergente (la gran peste de 1348) del propio tiempo del relato (1960) en la obra La Porte des mondes, de Robert Silverberg. Claro, en este caso tal vez sea carente de interés una obra ucrónica situada veinte años posterior al introducido evento divergente, que además y según lo imaginado por Silverberg, el mismo fue en cuanto al número de víctimas tres veces más devastador de lo que realmente ocurrió. Las repercusiones de este tipo de acontecimientos sin duda son mucho más divergentes en el largo plazo, al menos respecto de las regiones del globo que se imagina que en su momento no sufrieron esa epidemia en forma directa. Silverberg ubica su ucronía en México, en el imperio azteca y en la época contemporánea, pues claro, obviamente y en forma decente no hubiera podido situarla Europa y en 1368, por lo que ya hemos dicho anteriormente.
Sin lugar a dudas, La puerta de los mundos es una de las ucronías más exóticas y originales que se hayan escrito, y entre otras cosas ello se observa en la distancia que separa el tiempo del relato del introducido evento divergente.
También es interesante destacar que otra ucronía de Robert Silverberg, Roma Æterna, por su parte presenta una decena de relatos ubicados en diferentes y separadas fechas que cubren más de mil años de evolución, lo que permite al autor hacer gala de una gran originalidad y creatividad al mostrar los efectos del evento divergente en un período de tiempo tan extendido.